# Jamyang Shakya Gyaltsen
Jamyang Shakya Gyaltsen, en  tibetano འཇམ་དབྱངས་ཤ་ཀྱ་རྒྱལ་མཚན, y en  Wylie aJam dbyangs sha kya rgyal mts'an, 1340-1373) fue un gobernante del Tíbet Central entre 1364-1373. Fue miembro de la dinastía Phagmodrupa, que fue la mayor potencia tibetana de 1354 a 1435. Su época fue de estabilidad política en el Tíbet Central y del establecimiento de relaciones amistosas con la dinastía Ming de China.

## La juventud y el ascenso al poder
Jamyang Shakya Gyaltsen era el hijo mayor de Sonam Zangpo, hermano del fundador del régimen de Phagmodrupa, Tai Situ Changchub Gyaltsen. Su madre era Damo Nyetuma. A los nueve años fue nombrado novicio monástico. En 1352 fue elevado a abad de la sede de Tsethang. El joven abad era cercano al conocido erudito Buton Rinchen Drub, quien elogió su amplio conocimiento en asuntos religiosos. Según Buton, "si frente a todos los campos de Yarlung de Gonpo Dongri se dedicaran diferentes mandalas, podría cubrir todos estos campos", lo que significa que tendría la iniciación en todos los mandalas, y podría asegurar la protección sacral de los campos[1] Cuando su tío Tai Situ Changchub Gyaltsen murió a finales de 1364, Jamyang Shakya Gyaltsen le sucedió como regente (desi) del Tíbet, pero también conservó su posición religiosa. Sus poderes en primera mano se aplicaron a las partes centrales del Tíbet (Ü y Tsang).

## Relaciones con el Yuan y el Ming
En el momento de la adhesión de Jamyang Shakya Gyaltsen, la dinastía mongol Yuan estaba en sus últimos momentos, y tenía pocas o ninguna oportunidad de intervenir en los asuntos del Tíbet como antes. En 1365, sin embargo, el nuevo regente recibió del emperador Toghon Temür el título de Gushri y la investidura del distrito de Nêdong, el feudo original de la línea Phagmogrupa. En 1368 este último perdió el trono imperial, y la dinastía Ming tomó el poder en China. Los anales Mingshi o dinásticos dicen: "A principios del quinto año Hongwu[1372] el[comandante de la] guarnición de Hezhou dijo que en el país de Pamuzhuba[Phagmodrupa] en Ü y Tsang había un monje que se llamaba Zhangyang Shajia Jiancang[Jamyang Shakya Gyaltsen], a quien en los tiempos de Yuan se le había dado el título de Guanding Guoshi, y a quien los bárbaros habían sido confiados. Ahora Shangzhu Jiancang[Changchub Gyaltsen, otra persona que el predecesor del regente], el jefe de Dogan[Do Kham], luchó contra Guan Wuer. Si ese monje de Pamuzhuba hubiera sido enviado para persuadirlo, Dogan ciertamente se habría convertido en un súbdito del Imperio Chino. El emperador aceptó este consejo y volvió a nombrar al monje Guanding Guoshi y le envió enviados para que le entregara el sello de jade y la seda de colores"[2] Si esta información debe ser tomada como un valor nominal se discute entre los historiadores occidentales y tibetanos, por un lado, y los chinos, por otro; en cualquier caso, el gobierno de Phagmodrupa mantuvo su propia administración y red política sin la intervención directa de China[3].

## Fin del reinado
El gobierno de Jamyang Shakya Gyaltsen era generalmente tranquilo. En 1373, el regente organizó un gran consejo en el feudo original de la dinastía, Nêdong. Este evento marcó un hito en la dominación de la Phagmodrupa. El regente murió a finales del mismo año. Aunque había hecho los votos monásticos, tenía un hijo llamado Drakpa Rinchen. Esta persona no estaba en la línea de sucesión; sus descendientes se convirtieron en jefes locales de Gemo[5] En cambio, el regente fallecido fue sucedido brevemente por su hermano menor Shakya Rinchen, quien perdió su razón después de un accidente. Después de este incidente, la dignidad de regente fue para un sobrino llamado Drakpa Changchub[6].